# O-13
La O-13 est une autoroute urbaine en projet qui permettra d'accéder à Oviedo depuis l'A-63 en venant de l'ouest (Grado, Luarca...).
Elle va bifurquer avec l'A-63 pour se connecter à la N-634 qui contourne le centre ville par l'ouest.

## Tracé
- Elle va débuter à l'ouest d'Oviedo où elle va bifurquer avec l'A-63 en provenance de Grado.
- Elle se connecte ensuite par un giratoire à la route nationale N-634 qui traverse le centre ville du nord au sud par l'ouest.